# Compétences des collectivités territoriales en matière d'environnement
En France, diverses compétences en matière d'environnement (cadre de vie, eau, air, sol, biodiversité), d'énergie, de déchets et de développement durable ont progressivement été attribuées par le législateur aux collectivités territoriales. Ces compétences sont régaliennes et obligatoires, ou pour certaines facultatives. Dans tous les cas, elles sont principalement cadrées par le Code général des collectivités territoriales et par le Code de l'environnement.
Elles ont évolué et évolueront encore, dans le cadre de la poursuite de la décentralisation des réformes successives des compétences communales et des lois de décentralisation et dans le cadre des réformes des collectivités. 
Dans le cadre des nouvelles lois de décentralisation qui devraient se mettre en place entre 2010 et 2020, certaines collectivités seront nommées « chef de file » pour certaines compétences afin d'améliorer la cohérence et complémentarité de leurs actions dans un même champ environnemental, notamment au travers des Agenda 21 locaux. « les collectivités territoriales assurent une part croissante des dépenses liées à la protection de l’environnement ». 
Les collectivités d'outre-mer peuvent avoir des compétences particulières eu égard à leur situation géopolitique isolée et à leur richesse environnementale ,

## Historique
Les compétences environnementales des collectivités ont été formalisées avec l'émergence du droit de l'environnement, et généralement avec un souci de subsidiarité et de complémentarité. Elles ont évolué au gré de la prise de conscience de problèmes émergents voire de crises globales avec le besoin de solutions et/ou adaptations locales et différentiées à des problèmes globaux (ex : crises de l'énergie, crise de la biodiversité, pluies acides, crise climatique, risque sismique, eutrophisation et acidification générale de l'environnement, pollution généralisée par les pesticides, etc.).
Elles ont aussi évolué avec l'apparition de nouveaux niveaux de collectivités (Régions, EPCI), des intercommunalités, de la clause générale de compétence et de dimensions supra-régionales (droit européen de l'environnement, coopération trans-régionale, etc.) et évolueront avec de futurs changements (possible disparition des départements et regroupement de Régions).
Le transfert de compétences et l'apparition de nouvelles compétences font que Selon de 200 à 2007 selon l'IFEN « la part de la contribution des administrations publiques locales aux dépenses de protection de l’environnement - c’est-à-dire l’effort financier pour prévenir, réduire ou supprimer des dégradations à l’environnement - n’a cessé d’augmenter depuis l’an 2000. Elle est passée de 22 % à 25 % en 2005 et concerne en premier lieu les communes et leurs groupements (68 %), suivies des agences de l’eau (13 %), des départements (11 %) et des régions (8 %) » L'essentiel de ces dépenses sont faites par les communes et conseils généraux au profit de la gestion des eaux usées et des déchets

## Compétence environnementale par type de collectivité

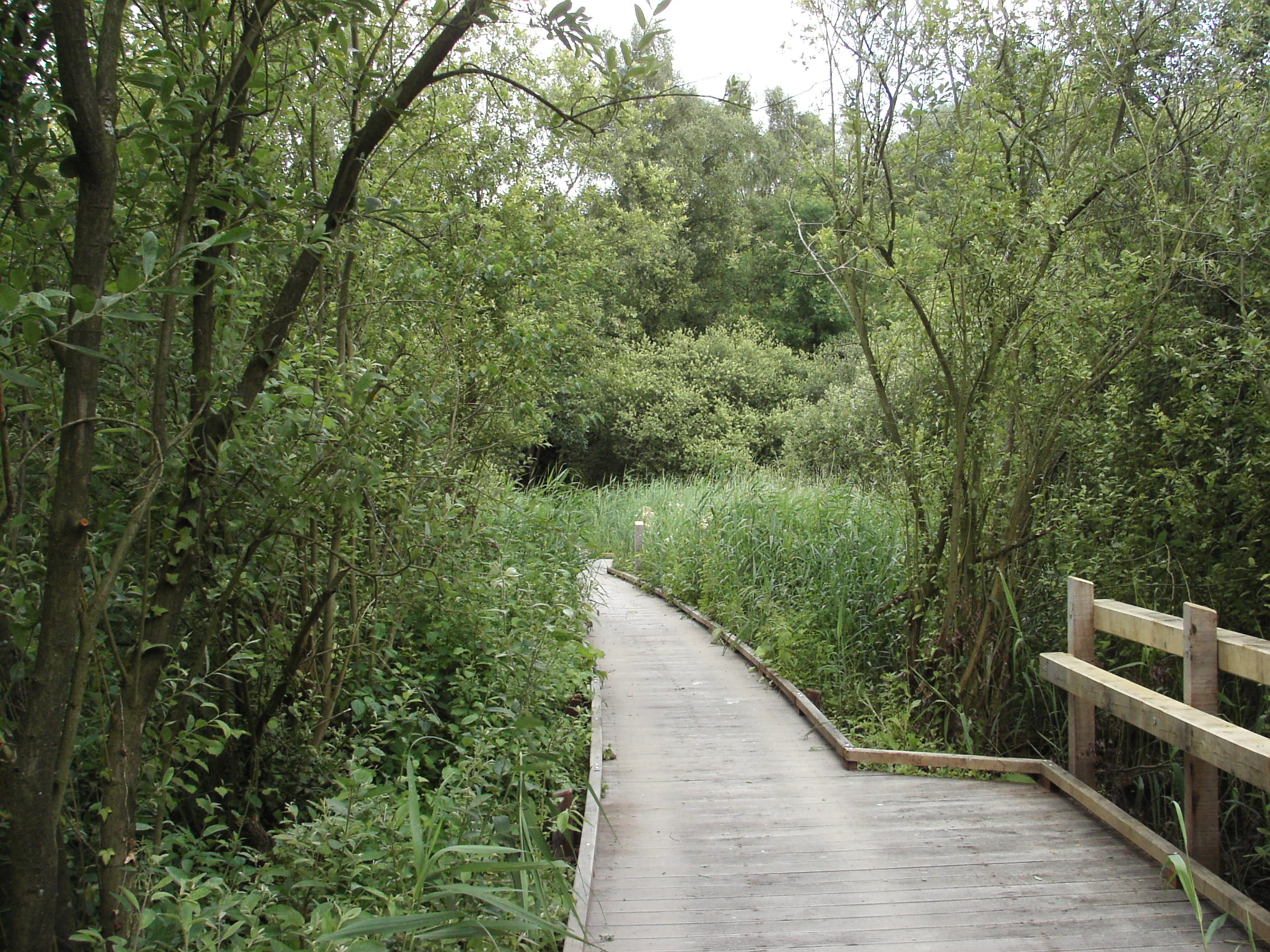
Exemple d'aménagement permettant la découverte du paysage et de la biodiversité dans zone humide classée réserve naturelle régionale (RNR du Marais de Cambrin)

### Région
Elle a principalement une compétence d'aménagement du territoire traduite par l'élaboration et la révision périodique d'un Schéma régional d'aménagement et de développement durable du territoire. Elle est épaulée dans ce champ (et d'autres) par le Conseil économique, social et environnemental régional (CERESE).

#### Déchets
Les Régions doivent respecter principalement deux types de plan :
Les plans régionaux et interrégionaux de prévention et de gestion des déchets dangereux
Le 17 décembre 2010, la ministre chargée de l'environnement, Nathalie Kosciusko-Morizet, a établi un plan national de prévention et de gestion des déchets ; il vise à prévenir et de réduire, à la source quand cela est possible, la production et la nocivité des déchets, de favoriser leur réemploi (économie circulaire), de diminuer les incidences globales de l’utilisation des ressources et d’améliorer l’efficacité de leur utilisation.
Il propose la mise en œuvre d’une hiérarchie des modes de traitement des déchets avec :
- la préparation en vue de la réutilisation
- le recyclage
- la valorisation énergétique
- l’élimination
- assurer la gestion des déchets sans nuire à la santé humaine et à l’environnement

Chaque région doit établir son plan régional et interrégional de prévention et de gestion des déchets dangereux.
Pour atteindre les objectifs visés par le plan national, le plan régional doit comprendre :
Un inventaire prospectif à terme de six et douze ans des quantités de déchets à traiter selon leur origine, leur nature et leur composition.
- Le recensement des installations existantes collectives et internes de traitement de ces déchets.
- La mention des installations qu'il apparaît nécessaire de créer afin de permettre d'atteindre les objectifs fixés.
- Les priorités à retenir pour atteindre ces objectifs, compte tenu notamment des évolutions économiques et technologiques prévisibles.
- Les mesures permettant d'assurer la gestion des déchets dans des situations exceptionnelles, notamment celles susceptibles de perturber la collecte et le traitement des déchets, sans préjudice des dispositions relatives à la sécurité civile.

Le projet de plan est élaboré à l'initiative et sous la responsabilité du président du conseil régional, mis à disposition du public pendant deux mois, puis approuvé par délibération du conseil régional et publié.
Plan régional d'élimination des déchets industriels et spéciaux
Chaque région est couverte par un Plan régional d'élimination des déchets industriels et spéciaux (PREDIS).

### Cas particulier de l'Île-de-France
L’Île-de-France doit gérer en plus de ces deux plans, l’élimination des déchets ménagers et assimilés.
Eaux et assainissement
La région doit participer au Schéma d'aménagement et de gestion des eaux (SAGE) et au Schéma directeur d'aménagement et de gestion des eaux (SDAGE). La région doit gérer l’aménagement, l’entretien et l’exploitation des cours d’eau, canaux, lacs et plan d’eau.
Transports publics
Afin de limiter la pollution et les bouchons aux horaires pendulaires, la région gère l’organisation des transports ferroviaires régionaux avec SNCF qui est une entreprise publique française. Elle élabore un Schéma régional de transport devenu schéma régional des infrastructures et de transports (SRIT) en 1983.
Ce plan doit être élaboré par la Région « en association avec l’État, dans le respect des compétences des départements et en concertation avec les communes et leurs groupements », pour définir la stratégie de chaque Région en matière de transports à moyen et long terme.
Espaces naturels
La région a plusieurs responsabilités relatives aux espaces naturels. Elle doit réaliser les inventaires du patrimoine naturel et les inventaires locaux (par exemple via un observatoire régional de la biodiversité. Elle a sous sa responsabilité les parcs naturels régionaux (PNR) et les réserves naturelles régionales (RNR).
Via le Schéma régional de cohérence écologique (SRCE), elle veille à la cohérence écopaysagère de  Trame verte et bleue (Les comités régionaux élaborent, suivent et mettent à jour des schémas régionaux de cohérence écologique préfigurant les futures trames vertes et bleues, en veillant à la cohérence avec les orientations de la Trame verte et bleue nationale et des SDAGEs).
Urbanisme
La région peut produire des directives régionales d'aménagement.

### Département
Le département ne dispose pas de nombreuses compétences en matière d'environnement. Une de ses compétences obligatoires est la gestion des Espaces Naturels Sensibles (ENS). Il agit également essentiellement dans le domaine des déchets. À côté de ces quelques compétences, le conseil général peut aussi agir via des actions volontaires dans le domaine de l'environnement et du développement durable.

#### Espaces Naturels
Les Espaces Naturels Sensibles

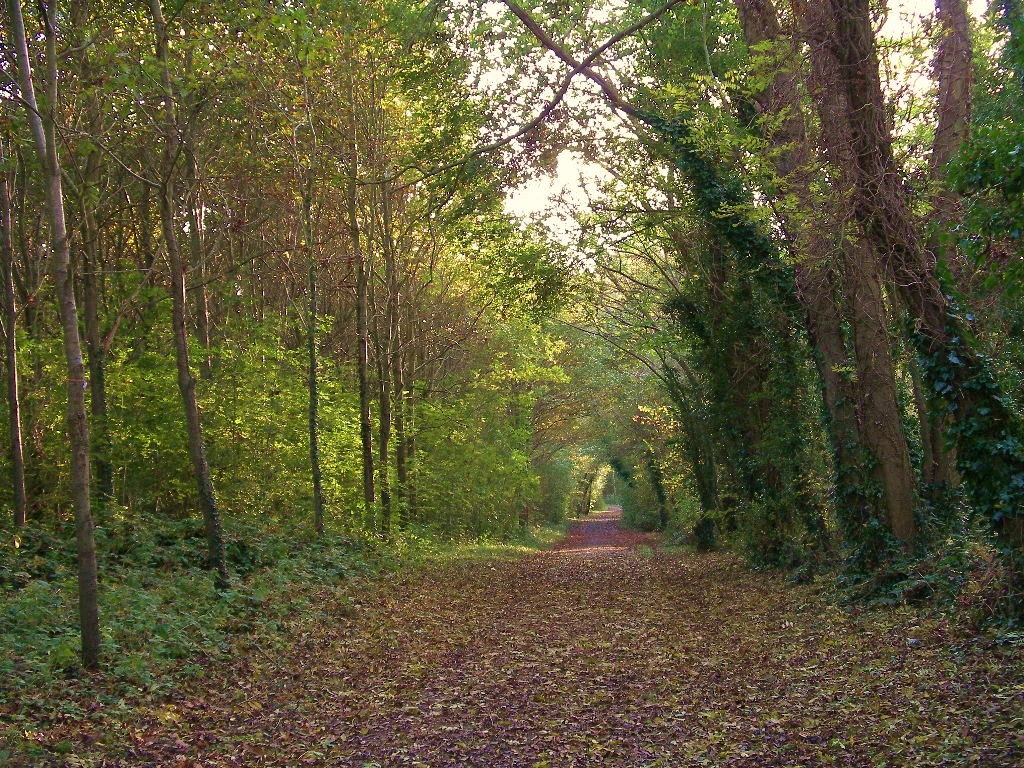
Le chemin des Pèlerins, ancienne voie romaine dans le bois du Caprice, classé espace naturel sensible, sur les communes de Ouistreham, Saint-Aubin-d'Arquenay et Colleville-Montgomery By Roi.dagobert

Leur protection, gestion, ouverture au public est une compétence du département. Par ses actions, il contribue directement à la préservation de l'environnement et de l'écosystème sur son territoire. Ces ENS sont issus de la loi "aménagement" du 18 juillet 1985 qui en donne compétence à l'échelon territorial précédemment cité. La réglementation relative à ces espaces est désormais codifiée aux articles  L.142-1 à L.142-13 du code de l'Urbanisme. 
La politique départementale en faveur des ENS peut se matérialiser par diverses actions. D'abord par l'inventaire départemental des ENS. Ainsi, la collectivité va dresser un inventaire des sites sensibles méritant une protection particulière. Le second type d'action possible découle du premier. En effet, un site classé ENS bénéficiera d'une réglementation particulière qui se traduira par des règles strictes notamment en matière d'urbanisme. La majorité des constructions seront interdites sur le territoire du site en question. Enfin, le département engagera des actions de préservation de l'environnement par une gestion appropriée et durable des milieux naturels et finalement son ouverture au public à travers des aménagements et animations : le but étant aussi la sensibilisation des visiteurs.
Le département peut aussi lever une taxe départementale sur les ENS (TDENS) dont les recettes peuvent financer les différentes actions départementales en faveur des Espaces naturels sensibles.
Domaines départementaux
Le département peut agir dans le domaine de l'environnement et du développement durable grâce et par son patrimoine. On parle de domaines départementaux. Ainsi, il peut choisir de valoriser ce patrimoine, de le protéger voire de le faire labelliser ou écocertifier, éventuellement dans le cadre d'un Agenda 21 départemental en y intégrant la sensibilisation à l'environnement. Ces actions concernent des parcs départementaux (ex. : Parc Départemental du Morbras à Sucy-en-Brie), des bases de loisir (ex. : les 3 bases départementales du Tarn), des lacs (ex. : les lacs du Cher), des sites et domaines à caractère particulier (ex. : Domaine de Restinclières dans l’Hérault).
Le département peut aussi contribuer à la préservation de la ressource forestière via les forêts départementales.

#### Déchets
Le Plan d'élimination des déchets ménagers et assimilés
Les Plans d'élimination des déchets ménagers et assimilés ont été rendus obligatoires par la loi du 13 juillet 1992. Leur élaboration est de la compétence du Préfet ou du Conseil départemental. Leur but est d'inciter et de coordonner les actions en matière de modernisation de la gestion des déchets ménagers et assimilés par les collectivités. Le plan ainsi défini au niveau départemental contient de manière générale 4 éléments:
- Des objectifs de recyclage et de valorisation à atteindre ;
- Les collectes et équipements à mettre en œuvre en vue d'atteindre les objectifs ;
- Les échéanciers à respecter ;
- Des évaluations quant aux investissements à réaliser.

Ces plans sont importants car ils s'imposent, après leur approbation, aux personnes publiques et à leurs concessionnaires, sur le territoire du département. Toutes les actions entreprises par eux doivent être compatibles avec le plan. Ce dernier dispose donc d'une réelle valeur juridique et environnementale.
Depuis la circulaire du 24 avril 1998 du Ministère de l'Aménagement du Territoire et de l'Environnement, une révision générale des plans les plus anciens est recherchée. En effet, ces premiers plans, bien que démontrant une volonté des Départements d'agir pour l'environnement par la gestion des déchets, mettaient trop l'accent sur l'incinération. Désormais, le but est de rendre ces documents davantage axés vers la réduction directe des déchets ménagés, leur recyclage et la dépollution ainsi que la concertation locale.
Ex. : Le Plan départemental de gestion des déchets ménagers et assimilés des Pyrénées-Atlantiques.
Plans départementaux de prévention et gestion des déchets non dangereux
Depuis le 1er janvier 2005, le Conseil départemental est chargé d'élaborer et de suivre la mise en œuvre de Plan Départemental de Prévention et de Gestion des Déchets Non Dangereux (PPGDND)   Ce dernier a pour objet de coordonner l'ensemble des actions entreprises tant par les personnes publiques que privées dans la gestion des déchets. Il a pour but de favoriser la réduction des déchets non dangereux et d'encourager leur valorisation comme la rationalisation de la gestion des déchets résiduels. Enfin il fixe des objectifs à atteindre.
ex. : Plan du Morbihan.

#### Eau
Lorsque le département décide de s'investir en vue de protéger une des ressources les plus précieuses au monde, il peut aussi bien s'agir de son assainissement, d'eau potable, de la gestion des bassins versants ou encore la construction d'ouvrages hydrauliques.
L'assainissement

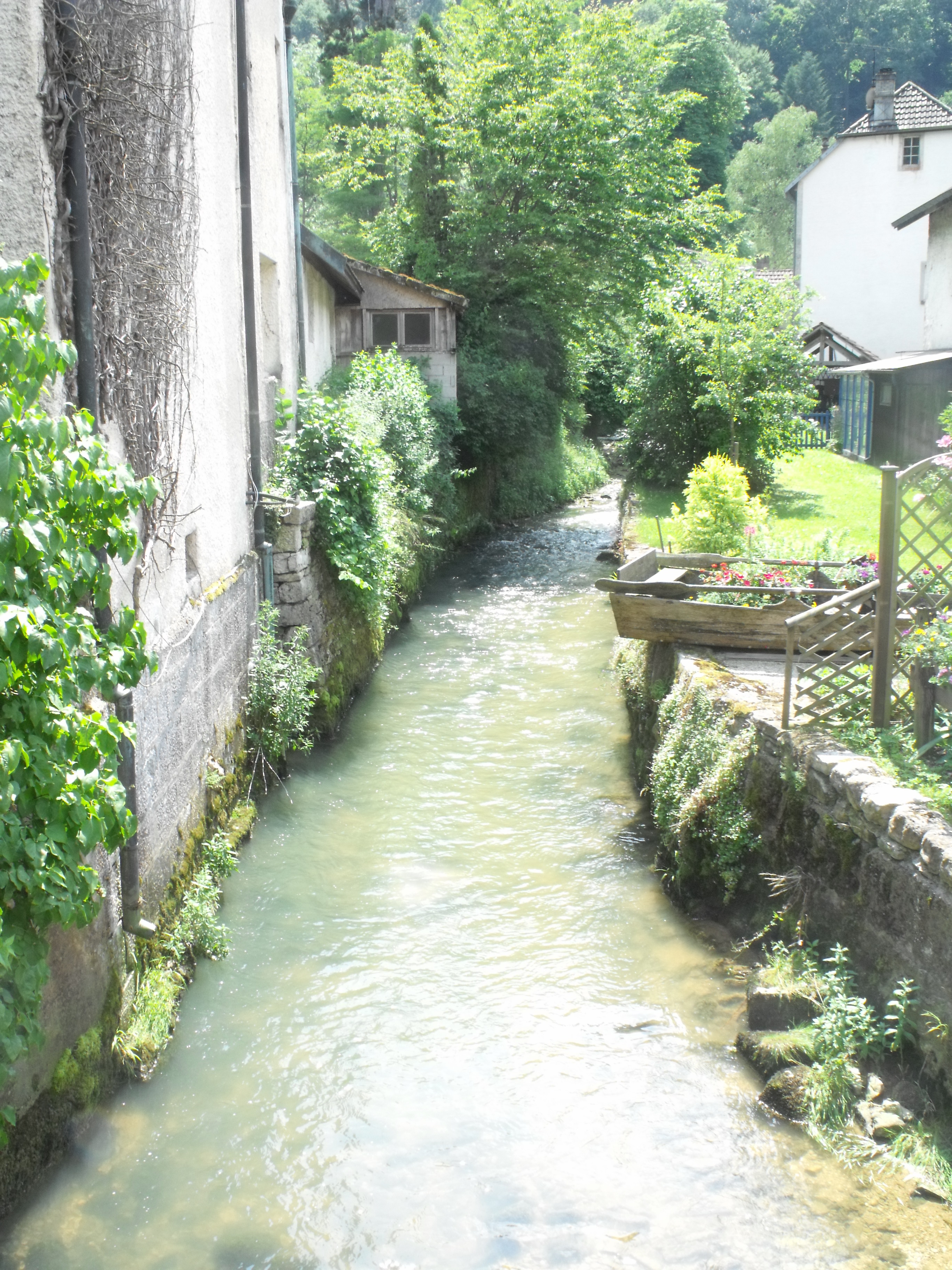
L'eau est une ressource précieuse. Sa gestion et son assainissement sont des enjeux de premier ordre et participent au maintien de la qualité de cette ressource.

L'assainissement, comme l'eau potable, ne sont pas de la compétence des départements. Il s'agit de la compétence des communes qui peuvent la transférer à un EPCI (notamment dans leurs compétences en matière de voirie ou un syndicat mixte. Mais cela n'empêche en rien une action du département dans ce domaine. Celui-ci peut intervenir afin d'apporter son expertise et user de ses capacités. Ainsi il pourra soutenir techniquement et financièrement les communes pour la construction et la gestion des réseaux de collecte et les stations d'épuration (STEP).
Une première action du département passe par la mise à disposition de moyens humains :
- Un service d'assistance technique peut être présent afin de conseiller les responsables des STEP. Il ne s'agit pas d'un service de contrôle : le personnel est présent afin de vérifier le bon fonctionnement des installations, former les responsables et apporter une assistance technique.

S'ajoute une participation, avec l'agence de l'eau, au financement du Service d'Assistance Technique aux Exploitants de Stations d’épuration (SATESE), service départemental du Conseil général. Ex. : Service d'Assistance Technique aux Exploitants de Stations d’épuration (SATESE) du département de l'Hérault.
- Le service d'assainissement du département est présent afin de répondre aux besoins des communes dans les domaines précédemment cités (expertise, assistance…). Mais il remplit également une mission d'animation générale auprès des différentes collectivités compétentes en Assainissement Non Collectif (ANC) et ce, en lien avec les agences de l'eau. Il favorise la coordination des différents acteurs, la promotion des échanges et assure une veille technique et règlementaire. 
Il est également possible au service Assainissement du département, d'apporter une assistance technique directe auprès de certaines communes. C

C'est le cas du service du département de Saône-et-Loire qui a mis en œuvre un assainissement-non-collectif programme qui vise à apporter cette assistance aux communes éligibles , à savoir les communes rurales ayant signé une convention avec le département. 
Une autre forme d'action départementale est la réalisation d'opérations de pilotage et d'études relatives à l'assainissement sur leur territoire. Ainsi, le département peut être l'auteur de schémas départementaux en vue de réglementer et de canaliser les actions des communes. 
Ex. : l'élaboration d'un Schéma relatif à la gestion des boues et sous-produits de l'assainissement à la suite du pilotage par le conseil général du Finistère d'une étude relative à cette gestion. 
Le département peut aussi être l'auteur de chartes départementales. Celles-ci sont moins contraignantes que les Schémas départementaux et se basent sur le volontariat, dans un esprit de développement durable et d'investissement des parties prenantes afin de mettre en œuvre certains engagements de la France au niveau international. 
Ex. : Mise en œuvre d'un Agenda 21 par le conseil général du Finistère via l'élaboration d'une Charte d'assainissement non-collectif. 
Enfin, grâce aux schémas départementaux d'assainissement, le département peut être à l'origine d'études en vue de mieux connaitre les besoins à venir de son territoire. Plusieurs Conseils généraux ont opté pour la rédaction de ces schémas : Département des Deux-Sèvres,.
- Le cas particulier des départements de la Petite Couronne à Paris[25]:
  - Les départements des Hauts-de-Seine (92), de Seine-Saint-Denis (93) et du Val-de-Marne (94) sont propriétaires du réseau d'assainissement et assurent la collecte et le transport des effluents (mais pas la gestion des STEP). C'est un cas particulier qui entraîne une entorse au principe selon lequel seules les communes sont compétentes en matière d'assainissement. Le traitement des eaux usées dans la région parisienne est un enjeu extrêmement important au regard de la concentration de population sur son territoire : la bonne qualité du réseau tout entier est primordial et justifie l'intervention directe des départements.
  - Ainsi, les communes exercent leur compétence d'assainissement uniquement en ce qui concerne la collecte et le transport au niveau local. Les effluents collectés sur le territoire des communes est transporté vers les ouvrages du Syndicat Interdépartemental pour l'Assainissement de l'Agglomération Parisienne (SIAAP) via le réseau départemental.

Bassins versants et ouvrages hydrauliques
L'échelon départemental agit également dans la gestion des bassins versants et des ouvrages hydrauliques, qu'il s'agisse du département en tant que collectivité territoriale ou en tant qu'échelon de la déconcentration.
Les départements agissent régulièrement dans le domaine de l'eau en participant à la gestion de bassins versants notamment lorsqu'ils font partie de Syndicats Mixtes. Ex. : Participation du Département de l'Hérault participant à plusieurs syndicats mixtes et plus particulièrement à des syndicats intercommunaux. Enfin, s'inscrivant dans une politique de prévention des risques et de gestion équilibrée de l'eau, les autorités départementales peuvent être propriétaires de grands barrages dont l'exploitation peut être déléguée à une société privée (ex. : Barrage des Olivettes à Vailhan) ou de petits barrages dont elles sont directement propriétaires (ex. : barrage de Jeantou à Saint-Mathieu-de-Tréviers).
Enfin, le département intervient dans l'élaboration des SDAGEs et SAGEs qu'il s'agisse des services de l'État pour l'élaboration et l'organisation des consultations publiques ou du Conseil Général quant à l'information des populations lors de l'application des deux Schémas ou encore pour rendre leur application effective.

#### Énergie
En matière d'énergie, le département a aussi un rôle à jouer depuis le Grenelle de l'environnement. En effet, celui-ci a permis d'imposer aux départements et aux communes de plus de 50 000 habitants de dresser et d'adopter avant la fin de l'année 2012, des Plans Climat-Énergie Territoriaux (PCET). Ces documents sont des plans d'action à l'échelle du département. Ils partent d'un bilan relatif aux émissions de Gaz à Effet de Serre (GES) et visent à les réduire.
Le Conseil départemental peut aussi octroyer des aides, soit aux particuliers, soit aux collectivités ou acteurs de secteurs non-concurrentiels (établissements médico-sociaux...) afin de les inciter à développer et opter pour des systèmes de production d'énergie renouvelable.
Enfin il peut, en plus de la règlementation nationale, élaborer des textes afin de guider les différents acteurs (publics ou privés) en vue de les inciter à développer des systèmes de production d'énergie renouvelable et à adopter un comportement éco-responsable.
ex. : Charte en faveur de la maîtrise de l'énergie et des énergies renouvelables du Conseil Général de Saône et Loire.

#### Urbanisme
Il ne s'agit pas ici du domaine d'intervention le plus important du Conseil départemental. Pourtant, il intervient (s'il le souhaite) en matière d'urbanisme grâce au Conseil d'architecture, d'urbanisme et de l'environnement (CAUE). La part départementale de la Taxe d'aménagement sert notamment à financer ces CAUE qui a pour mission de conseiller n'importe quelle personne en architecture et pourra répondre à ses interrogations concernant une construction, les étapes à suivre par la maîtrise d'œuvre ou encore prodiguer des conseils concernant le cadre réglementaire qui s'impose.

### Intercommunalité
Le volet intercommunal a aussi la possibilité d’être compétent dans la protection et la mise en valeur de l’environnement.
Dans le cadre des EPCI, il est important de signaler que la compétence environnement concernant plusieurs thématiques est généraliste mais pas forcément généralisable.
Ces compétences en matière d'environnement sont pour beaucoup incluses dans les champs « facultatifs » ou « optionnels ». Elles sont donc non-obligatoires sauf pour la communauté urbaine et la métropole.
Il existe de fortes disparités en fonction de la nature des établissements publics de coopération intercommunale. Les communautés de communes ne sont pas logées à la même enseigne que les communautés d’agglomération ou communauté urbaine, notamment en raison de leurs poids démographiques différents.

#### Principales intercommunalités
- Les communautés de communes : L’environnement est une compétence « facultative » pour ces intercommunalités. De même pour l’assainissement du territoire.
- Les communautés d’agglomérations : La protection et la mise en valeur de l’environnement, l’eau et l’assainissement sont elles aussi des compétences facultatives
- Les communautés urbaines : Protection et mise en valeur de l’environnement comme compétence obligatoire.
- La métropole : Exerce de plein droit en matière d’environnement, d’assainissement et eau, déchets des ménages, maîtrise d’énergie, pollution de l’air.

Il y a une corrélation entre les intercommunalités avec un poids démographique et la croissance dans l’acquisition des compétences.

#### Intercommunalité, un cas particulier
Petit rappel historique, les services publics de gestion des déchets ménagers et eaux usées ont été à l’origine des premiers rassemblements intercommunaux sous forme de syndicats mixtes, SIVU, SIVOM. Le fait d’en référer à l’intercommunalité est mené par une raison bien connue : « Avoir une plus grande efficacité des politiques publiques en matière environnementale ».
Aujourd'hui, le transfert des compétences, la fiscalité propre, la gestion par délégation de service public ou régie sont autant de points qui permettent de justifier la spécialité et la spécificité d’une intercommunalité par rapport à une autre malgré leur même nature.
En effet, une communauté de communes n’aura pas forcément les mêmes compétences et les mêmes tâches que l’une de ses consœurs. Car l’environnement, pour sa majeure partie, est une compétence dite « optionnelle » ou « facultative » pour l’intercommunalité.

### Commune
Les communes sont en possession des compétences majeures en matière d’environnement. En plus du pouvoir de salubrité publique propre au maire, les communes sont chargées de l’approvisionnement en eau potable, de l’assainissement des eaux usées, de la collecte et du traitement des déchets, de la lutte contre la pollution de l’air Plan de déplacements urbains et de la mise en valeur du littoral.

#### Déchets
La collecte et le traitement des déchets sont des préoccupations à l’échelon communal voire intercommunal avec d’éventuels rapports avec département (déchet ménager) et région (déchets toxiques, économie circulaire).

#### Eau: Assainissement et Approvisionnement
La distribution publique de l’eau, l’assainissement. Cette compétence peut aussi se traduire par l’exploitation des cours d’eau.
Enfin, sa compétence peut apparaître sous la forme de sa participation à la Commission locale de l'eau sur les SDAGE.

#### Énergie
La compétence communale sur l’énergie se transcrit au travers de sa participation à l’Autorité de distribution d’électricité et de gaz.
Peut-être associé la Maîtrise de la demande en énergie dans la distribution publique énergétique.

#### Urbanisme
La commune possède de nombreux outils pour appliquer cette compétence mettant en valeur l’environnement.
Comme exemple pouvant être cité : les SCOT, le Plan local d'urbanisme ainsi que la carte communale. Ces instruments urbanistiques sont utilisés dans le cadre de l’aménagement du territoire en prenant en compte la composante environnementale.
Par le biais de permis de construire, la commune peut aussi répartir l’impact de la notion environnementale sur son territoire.

### Départements d'Outre-Mer et des Collectivités d'Outre-Mer (DOM-COM)
Par rapport à la taille du territoire ou au nombre d'habitants, l'enjeu environnemental (en matière de biodiversité notamment) est souvent très important dans l'Outre-mer, et certains élus préfèrent que l'État (plus éloigné, mais a priori moins exposé à la pression des lobbys locaux) conserve la compétence environnementale .

#### Régions et départements d'Outre-Mer
Les collectivités territoriales de l'Outre-Mer ont des compétences plus larges que les collectivités métropolitaines, principalement les départements et les régions, du fait de leurs spécificités propres et du contexte local. Par ailleurs, la prise en compte des spécificités de ces collectivités territoriales suppose une reconnaissance par l’État de ces derniers, qui a pour but une véritable efficacité opérationnelle pour ces collectivités, en particulier en ce qui concerne l'environnement.
Les régions d'outre-mer (Martinique,,, La Réunion, Guadeloupe et Guyane) ont les mêmes compétences que les régions de la métropole mais il existe quelques spécificités, en raison de la grande biodiversité de leurs espaces naturels et des spécificités climatiques et géologiques ainsi que des activités sismiques et volcaniques fortes, dans ces collectivités territoriales d'outre-mer.

##### Compétences spécifiques des régions d'outre-mer
En matière d'environnement, les régions encouragent, en collaboration avec les autres collectivités territoriales ainsi que l'État, le respect, la protection et le maintien des connaissances, innovations et pratiques des communautés autochtones et locales fondées sur leurs modes de vie traditionnels et qui contribuent à la conservation du milieu naturel et l'usage durable de la diversité biologique. De plus, elles définissent les actions à mener en matière d'environnement et de cadre de vie après avis des collectivités locales et du conseil de la culture, de l'éducation et de l'environnement.
En ce qui concerne la mer, les régions sont saisies pour avis de tout projet d'accord international portant sur l'exploration, l'exploitation, la conservation ou la gestion des ressources naturelles, biologiques et non biologiques dans la zone économique exclusive (ZEE) au large des régions. Pour la région Réunion spécifiquement, elle est tenue informée chaque année de l'élaboration et de la mise en œuvre des programmes de pêche hauturière (pêche artisanale ou Pêche hauturière en eaux profondes) par les armateurs.
En ce qui concerne l'énergie, du fait de leurs fortes dépendances énergétiques, les régions d'outre-mer tentent d'améliorer l'autonomie énergétique de leurs territoires en promouvant les énergies renouvelables (l'éolien, le solaire, le géothermique et l'hydraulique).
En ce qui concerne l'urbanisme, du fait des activités cycloniques, sismiques et volcaniques fortes, spécialement en Guadeloupe, Martinique et Réunion, les régions subventionnent la construction de maisons individuelles et de bâtiments collectifs qui respectent les normes parasismiques et para-cycloniques afin d'éviter toutes catastrophes humaines et environnementales.
En ce qui concerne l'eau et l'assainissement, les régions subventionnent la construction de système de récupération de l'eau de pluie. Elles garantissent le financement des grands travaux d'assainissement et de mise aux normes.
En ce qui concerne les espaces naturels, les régions gèrent les parcs naturels régionaux, notamment, par exemple, le Parc Régional Naturel de la Guyane dont la forêt est considérée, par la communauté scientifique comme l'une des dernières du globe à avoir une aussi forte densité.

##### Compétences spécifiques des départements d'outre-mer
Les compétences environnementales des départements d'outre-mer sont sensiblement les mêmes que celles des départements de la France métropolitaine. Ils promeuvent et peuvent parfois gérer par exemple les espaces naturels remarquables de leurs territoires plus particulièrement des forêts ou des aires marines qui sont des hot-spots mondiaux de biodiversité. Ils assument la responsabilité de la mise en application du plan départemental d'élimination des déchets ménagers et assimilés (PDEDMA),,,. À noter que comme la collectivité territoriale « Région de Mayotte » n'existe pas, c'est le département de Mayotte qui regroupe les compétences spécifiques des régions d'outre-mer et les compétences normales des départements en ce qui concerne l'environnement.

#### Collectivités d'Outre-Mer
Les collectivités d'Outre-Mer (COM) sont, depuis la révision constitutionnelle du 28 mars 2003, des territoires de la République Française régis par l'article 74 de la Constitution. Cette catégorie regroupe des anciens territoires d'Outre-Mer (TOM) et d'autres collectivités à statut particulier.
Elles sont au nombre de cinq : la Polynésie française, Wallis-et-Futuna, Saint-Pierre-et-Miquelon, Saint-Martin et Saint-Barthélémy. 
Ces collectivités disposent de compétences étendues et d'une organisation autonome contrairement aux Départements d'outre-mer. Au niveau de l'environnement cela est aussi le cas ; Polynésie française : Cette collectivité d'Outre-Mer dispose d'un gouvernement, dont le chef est le Président de la Polynésie Française (en 2013: Gaston Flosse), avec un ministre de l’Écologie (en 2013: Geffry Salmon). Le gouvernement de Polynésie Française peut soumettre au vote des lois dites « de pays » à l'assemblée de Polynésie qui permettent de ne pas respecter le code de l'urbanisme ou de l'environnement. Dans ce cas, ces lois "de pays" doivent être acceptées par le Conseil d'État. L'assemblée de Polynésie a donc la compétence législative et le gouvernement de Polynésie a la compétence exécutive de faire des lois afin de mener des politiques en faveur de l'environnement et le développement durable,. 
Le gouvernement de Polynésie Française a pour charge, notamment, la protection des récifs corallien (notamment dans le cadre de l'[Initiative française pour les récifs coralliens] et de sites terrestres des îles polynésiennes. Les communes de Polynésie Française ont les compétences obligatoires suivantes : le traitement des déchets, l'assainissement et la distribution de l'eau (il s'agit d'un problème important car seulement 10 % de la population de la collectivité ont accès à l'eau potable en 2007), la fourniture d'électricité. Les communes ont des compétences environnementales. Elles ont pour principaux buts la lutte contre le changement climatique et l'amélioration de leur bilan carbone via l'utilisation croissante d'énergies renouvelables. On voit de multiples initiatives comme la construction de centrale géothermique (Tahiti) ou d'éoliennes (Commune de Makemo) par exemple. Cependant les communes, n'ayant pas les moyens de se doter d'infrastructures d'assainissement ou de traitement des déchets par exemple, peuvent recevoir le concours financier et humain du Gouvernement de la Polynésie.
Wallis-et-Futuna
La spécificité de cette collectivité pour la répartition des compétences est qu'il n'existe pas de communes. Elle est divisée en trois circonscriptions toutes dirigées par un Roi (Uvéa, Alo et Sigave), des conseillers élus et des représentants de l’État . Dans ces circonscriptions, les rois et leurs conseils gèrent l'équivalent des compétences départementales et communales en matière d'environnement. La compétence environnement dans ce territoire revient au service territorial de l'environnement, géré par l’État et en coopération avec les circonscriptions, qui a pour missions d'assurer et de veiller à la gestion de l'environnement physique naturel ou artificiel et à l'amélioration du cadre de vie.Il définit et propose les éléments nécessaires à l'élaboration d'une politique cohérente de l'environnement.Il anime, coordonne et exploite les études, travaux, recherches et conférences en matière de protection et de valorisation des espaces et ressources naturels, ainsi que de traitement des pollutions, risques et nuisances. Les circonscriptions ont la compétence du ramassage des déchets tandis que le stockage et le traitement des déchets revient à la compétence du service territorial de l'environnement.La distribution de l'eau et de l'électricité revient à la responsabilité d'une société Eau et Électricité de Wallis-et-Futuna (EEWF) filiale de GDF Suez, cependant le financement d'investissement d'infrastructures revient au Territoire.
Saint-Pierre-et-Miquelon
La collectivité de Saint-Pierre-et-Miquelon est composée de deux communes (Saint-Pierre et Miquelon-Langlade) et d'un Conseil territorial et le département fait une priorité du développement soutenable. En matière d'environnement, les communes ont les mêmes compétences que les communes métropolitaines et le Conseil territorial a les mêmes compétences que les départements et les régions métropolitaines. La seule spécificité est que le « Conseil territorial » est compétent en matière d'urbanisme. Le collectivité n'est pas soumis aux quotas de pêche de l'Union européenne, sauf en cas de restriction venant de l’État. Le Conseil territorial s'occupe de la politique énergétique et finance la mise en place du parc éolien sur les deux îles et grâce à la compétence douanière, permet la baisse des droits de douane sur l'importation du bois de chauffage par exemple. Enfin, c'est le Conseil qui gère la protection des littoraux et des bois de la collectivité. La gestion des déchets à Saint Pierre et Miquelon relève de la compétence d'un syndicat mixte (Syndicat mixte de gestion des déchets de Saint-Pierre-et-Miquelon),. Quant au ramassage des déchets, il relève des deux communes de la collectivité,.
Saint-Martin
La collectivité de Saint-Martin n'a pas de communes. Ainsi, la compétence environnement relève du Conseil Territorial qui a les mêmes compétences que les régions, les départements et les communes. Il a donc les compétences en matière d'urbanisme et d'énergie. La protection des étangs et des lagunes de la collectivité est gérée par le Conseil territorial. La gestion des déchets est assurée par la collectivité de Saint Martin mais le traitement des déchets recyclables est géré par une entreprise privée la VERDE SXM alors que les déchets ménagers sont mis en décharge. L'eau et l'assainissement sont gérés par l'Établissement de l'Eau et de l'Assainissement de Saint-Martin qui est un établissement public autonome.
Saint-Barthélemy
La collectivité de Saint-Barthélémy n'a pas de communes. La compétence environnement y relève du Conseil Territorial qui a les mêmes compétences que les régions, les départements et les communes. Ce Conseil est donc compétent en matière d'environnement (y compris la protection des espaces boisés), d'urbanisme et la gestion des déchets,. Elle gère aussi le traitement des déchets, la collectivité dispose d'une usine d'incinération. De ce fait, 80 % des déchets sont valorisés énergétiquement (incinérés en alimentant en vapeur la centrale thermique qui fournit l'électricité à toute l'île ainsi qu'une usine de dessalement de l'eau qui permet la production d'eau potable pour toute l'île.